# 聯合航空航點列表
以下是聯合航空的目的地，但不包括聯航快运（United Express）。

## 美洲

### 北美洲
- 美国
  -  阿拉斯加州
    - 安克雷奇 - 泰德·史蒂文斯安克雷奇國際機場 (ANC)
    - 費爾班克斯 - 費爾班克斯國際機場 (FAI) 季節性

  -  亚利桑那州
    - 鳳凰城 - 天港國際機場 (PHX)
    - 土桑 - 土桑國際機場 (TUS)

  -  加利福尼亚州
    - 洛杉磯 - 洛杉磯國際機場 (LAX) 樞紐機場
    - 棕櫚泉 - 棕櫚泉國際機場 (PSP) 季節性
    - 奧克蘭 - 奧克蘭國際機場 (OAK)
    - 安大略 - 安大略國際機場 (ONT)
    - 沙加緬度 - 沙加緬度國際機場 (SMF)
    - 伯班克 - 荷里活伯班克機場 (BUR)
    - 聖地牙哥 - 聖地牙哥國際機場 (SAN)
    - 三藩市 - 三藩市國際機場 (SFO)  樞紐機場
    - 聖荷西 - 諾曼·峰田聖荷西國際機場 (SJC)
    - 橙縣 - 約翰韋恩機場 (SNA)

  -  科罗拉多州
    - 丹佛 - 丹佛國際機場 (DEN) 樞紐機場
    - 蒙特羅斯 - 蒙特羅斯區域機場（英语：Montrose Regional Airport） (MTJ) 季節性
    - 韋爾 - 鷹縣區域機場 (EGE) 季節性

  -  康涅狄格州
    - 哈特福 - 布拉德利國際機場 (BDL)

  -  佛罗里达州
    - 珊瑚角/麥爾茲堡 - 西南佛羅里達國際機場 (RSW)
    - 傑克遜維爾 - 傑克遜維爾國際機場 (JAX)
    - 邁阿密 - 邁阿密國際機場 (MIA)
    - 奧蘭多 - 奧蘭多國際機場 (MCO)
    - 坦帕 - 坦帕國際機場 (TPA)
    - 勞德岱堡/荷里活 - 勞德岱堡-荷里活國際機場 (FLL)
    - 薩拉索塔 - 薩拉索塔-布雷登頓國際機場 (SRQ)
    - 西棕櫚灘 - 棕櫚灘國際機場 (PBI)

  -  喬治亞州
    - 亞特蘭大 - 哈茨菲爾德-傑克遜亞特蘭大國際機場 (ATL)

  -  夏威夷州
    - 檀香山 - 丹尼爾·井上國際機場 (HNL)
    - 卡胡盧伊 - 卡胡盧伊機場 (OGG)
    - 考艾島 - 利胡埃機場（英语：Lihue Airport） (LIH)
    - 凱魯瓦－科納（英语：Kailua, Hawaii County, Hawaii） - 科納國際機場 (KOA)

  -  爱达荷州
    - 博伊西 - 博伊西機場 (BOI)

  -  伊利诺伊州
    - 芝加哥 - 奧黑爾國際機場 (ORD)  樞紐機場

  -  印第安纳州
    - 印第安納波利斯 - 印第安納波利斯國際機場 (IND)

  -  
    - 德梅因 - 德梅因國際機場 (DSM)

  -  堪萨斯州
    - 威芝塔 - 懷特·大衛·艾森豪威爾國家機場（英语：Wichita Dwight D. Eisenhower National Airport） (ICT)

  -  肯塔基州
    - 辛辛那堤 - 辛辛那堤/北肯塔基國際機場 (CVG)

  -  路易斯安那州
    - 新奧爾良 - 路易斯岩士唐新奧爾良國際機場 (MSY)

  -  缅因州
    - 波特蘭 - 波特蘭國際噴射機機場 (PWM)  季節性

  -  马里兰州
    - 巴爾的摩 - 巴爾的摩/華盛頓瑟古德·馬歇爾國際機場 (BWI)

  -  马萨诸塞州
    - 波士頓 - 愛德華·勞倫斯·洛根將軍國際機場 (BOS)

  -  密西根州
    - 底特律 - 底特律都會韋恩縣機場 (DTW)
    - 大急流城 - 傑拉爾德·福特將軍國際機場 (GRR)
    - 穿越城 - 櫻桃城機場（英语：Cherry Capital Airport） (TVC)  季節性

  -  明尼苏达州
    - 明尼亞波利斯／聖保羅 - 明尼阿波利斯－聖保羅國際機場 (MSP)
    - 羅徹斯特 - 羅徹斯特國際機場 (RST)

  -  密西西比州
    - 堪薩斯城 - 堪薩斯城國際機場 (MCI)
    - 聖路易斯 - 蘭伯特－聖路易斯國際機場 (STL)

  -  蒙大拿州
    - 比靈斯 - 比靈斯-洛根國際機場 (BIL)
    - 博茲曼市 - 博茲曼黃石機場 (BZN)
    - 米蘇拉 - 米蘇拉國際機場 (MSO)

  -  内布拉斯加州
    - 奧馬哈 - 艾普利機場（英语：Eppley Airfield） (OMA)  季節性

  -  内华达州
    - 拉斯維加斯 - 麥卡倫國際機場 (LAS)
    - 雷諾 - 雷諾-太浩國際機場 (RNO)

  -  新泽西州
    - 紐瓦克 - 紐瓦克自由國際機場 (EWR)  樞紐機場

  -  新墨西哥州
    - 阿爾伯克基 - 阿爾伯克基國際機場 (ABQ)

  -  纽约州
    - 雅賓利 - 雅賓利國際機場 (ALB)
    - 水牛城 - 水牛城-尼亞加拉國機場（英语：Buffalo Niagara International Airport） (BUF)
    - 紐約市 - 拉瓜地亞機場 (LGA)
    - 羅徹斯特 - 大羅徹斯特國際機場 (ROC)
    - 雪城 - 雪城-漢考克國際機場 (SYR)

  -  北卡罗来纳州
    - 夏洛特 - 夏洛特·道格拉斯國際機場 (CLT)
    - 格林斯伯勒 - 山麓三子城國際機場 (GSO)
    - 羅利/達拉姆 - 羅利-達拉姆國際機場 (RDU)

  -  北达科他州
    - 俾斯麥 - 俾斯麥市立機場（英语：Bismarck Municipal Airport） (BIS)

  -  俄亥俄州
    - 克里夫蘭 - 克里夫蘭霍普金斯國際機場 (CLE)
    - 哥倫布 - 哥倫布港國際機場 (CMH)

  -  奧克拉荷馬州
    - 俄克拉何馬城 - 威爾·羅傑斯世界機場 (OKC)
    - 土爾沙 - 土爾沙國際機場 (TUL)

  -  俄勒冈州
    - 波特蘭 - 波特蘭國際機場 (PDX)
    - 尤金 - 尤金機場 (EUG)

  -  宾夕法尼亚州
    - 哈里斯堡 - 哈里斯堡國際機場 (MDT)
    - 費城 - 費城國際機場 (PHL)
    - 匹茲堡 - 匹茲堡國際機場 (PIT)

  -  罗得岛州
    -  - 西奧多·弗朗西斯·格林紀念州立機場 (PVD)  季節性

  -  南卡罗来纳州
    - 查爾斯頓 - 查爾斯頓國際機場 (CHS)
    - 默特爾灘 - 默特爾灘國際機場 (MYR)  季節性
    - 蘇瀑 - 蘇瀑區域機場 (FSD)

  -  田纳西州
    - 諾克斯維爾 - 麥基泰臣機場（英语：McGhee Tyson Airport） (TYS)
    - 納殊維爾 - 納殊維爾國際機場 (BNA)
    - 孟斐斯 - 孟菲斯國際機場 (MEM)

  -  德克萨斯州
    - 柯士甸 - 奧斯汀-伯格斯特國際機場 (AUS)
    - 達拉斯/沃斯堡 - 達拉斯－沃斯堡國際機場 (DFW)
    - 休斯頓 - 喬治·布殊洲際機場 (IAH)  樞紐機場
    - 聖安東尼奧 - 聖安東尼奧國際機場 (SAT)
    - 麥卡倫 - 麥卡倫-米勒國際機場 (MFE)

  -  犹他州
    - 鹽湖城 - 鹽湖城國際機場 (SLC)

  -  佛蒙特州
    - 伯靈頓 - 伯靈頓國際機場 (BTV)

  -  
    -  - 列治文國際機場 (RIC)
    - 華盛頓特區
      - 朗奴·列根華盛頓國家機場 (DCA)
      - 華盛頓杜勒斯國際機場 (IAD)  樞紐機場

  -  华盛顿州
    - 西雅圖／塔科馬 - 西雅圖-塔科馬國際機場 (SEA)
    - 斯波坎 - 斯波坎國際機場 (EGE)
    - 斯諾霍米什 - 佩恩機場 (PAE)

  -  威斯康星州
    - 密爾沃基 - 密爾沃基米切爾國際機場 (MKE)

  -  怀俄明州
    - 傑克森洞（英语：Jackson Hole） - 傑克森洞機場（英语：Jackson Hole Airport） (JAC)
- 加拿大
  - 卡加利 - 卡加利國際機場 (YYC)
  - 愛民頓 - 愛民頓國際機場 (YEG)
  - 溫哥華 - 溫哥華國際機場 (YVR)
  - 多倫多 - 皮爾遜國際機場 (YYZ)

### 加勒比海地區
- 阿鲁巴
  - 橘城 - 貝婭特麗克絲女王國際機場 (AUA)
- - 銀港 - 格雷戈里奧·盧柏龍國際機場 (POP)
  - 蓬塔卡納 - 蓬塔卡納國際機場 (PUJ)
  - 聖地牙哥 - 西寶國際機場 (STI)
  - 聖多明哥 - 亞美利加國際機場 (SDQ)
- 牙买加
  - 蒙特哥灣 - 桑格斯國際機場 (MBJ)
- 波多黎各
  - 聖胡安 - 路易斯·穆尼奧斯·馬林國際機場 (SJU)
  - 阿瓜迪亞 - 拉菲爾赫南德茲機場（英语：Rafael Hernández Airport） (BQN)
- 美屬維爾京群島
  - 聖湯馬士島 - 夏路·E·金機場 (STT) 季節性
- 巴哈马
  - 拿騷 - 林丁平德林國際機場 (NAS)
- 开曼群岛
  - 佐治敦 - 歐文·羅勃茲國際機場 (GCM)
- - 威廉斯塔德 - 阿爾伯特·布萊司曼博士國際機場 (CUR) (2019年12月7日啟航)[2]
- 密克羅尼西亞聯邦
  - 楚克群島 - 楚克國際機場 (TKK)
  - 科斯雷 - 科斯雷國際機場 (KSA)
  - 波納佩島 - 波納佩國際機場 (PNI)
  - 雅蒲島 - 雅蒲島國際機場 (YAP)
- 荷蘭(博奈爾)
  - 克拉倫代克 - 火烈鸟国际机场 (BON)
- 圣卢西亚
  - 伯堡 - 荷瓦挪拉國際機場 (UVF)
- 荷屬聖馬丁
  - 聖馬丁島 - 朱莉安娜公主國際機場 (SXM)
- 圣基茨和尼维斯
  - 巴斯特尔 - 羅伯特‧L‧布拉德肖國際機場 (SKB) 季節性[3]
- 千里達及托巴哥
  - 西班牙港 - 皮亞爾科國際機場 (POS)
- - 普羅維登西亞萊斯島 - 普羅維登西亞萊斯國際機場 (PLS)

### 中美洲
- 墨西哥
  - 墨西哥城 - 貝尼托·胡亞雷斯國際機場 (MEX)
  - 坎昆 - 坎昆國際機場 (CUN)
  - 科蘇梅爾島 - 科蘇梅爾國際機楊（英语：Cozumel International Airport） (CZM)
  - 伊斯塔柏（英语：Ixtapa）/斯華坦尼奧 - 伊斯塔柏-斯華坦尼奧國際機場 (ZIH) 季節性
  - 巴亞爾塔港 - 古斯塔禾·迪亞斯·奧達斯總統國際機場 (PVR)
  - 聖荷西角 - 洛斯卡沃斯國際機場 (SJD)
  - 瓜納華托 - 德爾巴喬機場（英语：Del Bajío International Airport） (BJX)
  - 瓜達拉哈拉 - 米格爾·伊達爾戈·伊·科斯蒂利亞瓜達拉哈拉國際機場 (GDL)
  - 梅里達 - 曼努埃爾·克雷森西奥地區國際機場 (MID)
- - 利韋里亞 - 丹尼尔·奥杜维尔·基罗斯國際機場 (LIR)
  - 聖何塞 - 胡安·聖瑪麗亞國際機場 (SJO)
- 安地卡及巴布達
  - 聖約翰 - 維爾伯德國際機場 (ANU)
- - 伯利茲城 - 菲利浦·高森國際機場 (BZE)
- 百慕大
  - 哈密爾頓 - L·F·韋德國際機場 (BDA) 季節性
- 薩爾瓦多
  - 科馬拉帕 - 奧斯卡·阿努爾福·羅梅羅-伊-加爾達梅斯主教國際機場 (SAL)
- - 危地馬拉城 -  拉奧羅拉國際機場 (GUA)
- - 羅阿坦島 - 璜·曼紐爾·加爾維玆國際機場 (RTB)
  - 聖佩德羅蘇拉 - 拉蒙·比列達·莫拉萊斯國際機場 (SAP)
  - 德古斯加巴 - 通康丁國際機場 (TGU)
- 尼加拉瓜
  - 馬那瓜 - 奧古斯托·塞薩爾·桑地諾國際機場 (MGA)
- 巴拿马
  - 巴拿馬城 - 托庫門國際機場 (PTY)

### 南美洲
- 阿根廷
  - 布宜諾斯艾利斯 - 埃塞薩「皮斯塔里尼部長」國際機場 (EZE)
- 巴西
  - 里約熱內盧 - 安東尼奧·卡洛斯·若比姆國際機場 (GIG)
  - 聖保羅 - 安德烈·弗朗哥·蒙托羅州長國際機場 (GRU)
- 委內瑞拉
  - 加拉加斯（邁克蒂亞西蒙·玻利瓦爾國際機場）
- 智利
  - 聖地牙哥 - 阿圖羅·梅里諾·貝尼特斯準將國際機場 (SCL)
- 哥伦比亚
  - 波哥大 - 黃金國國際機場 (BOG)
- - 基多 - 蘇克雷元帥國際機場 (UIO)
- 秘魯
  - 利馬 - 豪爾赫·查韋斯國際機場 (LIM)

## 亞洲

### 東亞
- 中华人民共和国
  - 北京 - 首都国际机场 (PEK)
  - 上海 - 浦东国际机场 (PVG)
  -  香港 - 香港國際機場 (HKG)
- 中華民國
  - 臺北 - 桃園國際機場 (TPE)
  - 高雄 - 高雄國際機場 (KHH)
- - 首爾 - 仁川國際機場 (ICN)
- 日本
  - 福岡 - 福岡機場 (FUK)
  - 名古屋 - 中部國際機場 (NGO)
  - 大阪 - 關西國際機場 (KIX)
  - 東京 - 羽田機場 (HND)
  - 东京 - 成田國際機場 (NRT)
- 蒙古国
  - 烏蘭巴托 - 成吉思汗國際機場 (UBN)

### 東南亞
- 新加坡
  - 新加坡 - 新加坡樟宜機場 (SIN)
- 菲律賓
  - 馬尼拉 - 尼諾伊·阿基諾國際機場 (MNL)

### 南亞
- 印度
  - 德里 - 英迪拉·甘地國際機場 (DEL)
  - 孟買 - 賈特拉帕蒂·希瓦吉國際機場 (BOM)

### 西亞
- 以色列
  - 特拉維夫 - 本古里昂機場 (TLV)

## 大洋洲
- - 雪梨 - 京斯福特·史密斯國際機場 (SYD)
  - 墨爾本 - 泰勒馬林機場 (MEL)
- 新西兰
  - 奧克蘭 - 奧克蘭机場 (AKL)
- 法屬玻里尼西亞
  - 帕比提 - 大溪地法阿國際機場 (PPT)
- 马绍尔群岛
  - 瓜加林環礁 -  布裘茲空軍基地 (KWA)
  - 馬朱羅 - 馬紹爾群島國際機場 (MAJ)
- 帛琉
  - 巴貝圖阿普島 - 羅曼·莫圖國際機場 (ROR)
- 關島
  - 阿加尼亞 - 安東尼奧·汪帕特國際機場 (GUM)

## 歐洲
- 英国
  - 倫敦 - 希斯路機場 (LHR)
  - 曼彻斯特 - 曼彻斯特机场 (MAN)
  - 爱丁堡 - 爱丁堡机场 (EDI)
  - 格拉斯哥 - 格拉斯哥機場 (GLA)[4]
- 法國
  - 巴黎 - 夏爾·戴高樂機場 (CDG)
  - 尼斯 - 藍色海岸機場 (NCE) (2020年5月2日啟航) 季節性
- 德国
  - 法蘭克福 - 法蘭克福-萊茵-美茵機場 (FRA)
  - 慕尼黑 - 慕尼黑機場 (MUC)
  - 柏林 - 泰格爾「奧托·利林塔爾」機場 (TXL)
- 荷蘭
  - 阿姆斯特丹 - 史基浦機場 (AMS)
- 比利时
  - 布魯塞爾 - 布魯塞爾機場 (BRU)
- 義大利
  - 羅馬 - 菲烏米奇諾「李安納度·達文西」國際機場 (FCO)
  - 米蘭 - 馬爾彭薩國際機場 (MXP)
  - 拿坡里 - 拿坡里國際機場 (NAP) 季節性[5]
  - 威尼斯 - 泰塞拉 - 馬可·勃羅機場 (VCE) 季節性[6]
  - 巴勒莫 - 法爾科內-波爾塞里諾機場 (PMO) (2020年5月20日啟航)
- 瑞士
  - 日內瓦 - 日內瓦國際機場 (GVA)
  - 蘇黎世 - 蘇黎世機場  (ZRH)
- 西班牙
  - 馬德里 - 阿道弗·蘇亞雷斯馬德里-巴拉哈斯機場 (MAD)
  - 巴塞隆那 - 何塞普·塔拉德利亞斯巴塞羅那-埃爾普拉特機場 (BCN)
- 捷克
  - 布拉格 - 瓦茨拉夫·哈維爾機場 (PRG) 季節性[5]
- 希腊
  - 雅典 - 埃萊夫塞里奧斯·韋尼澤洛斯國際機場 (ATH) 季節性[7]
- 冰島
  - 雷克雅未克 - 凱夫拉維克機場 (KEF) 季節性[8]
- 爱尔兰
  - 都柏林 - 都柏林機場 (DUB)
  - 香農 - 香農機場 (SNN) 季節性[9]
- 葡萄牙
  - 里斯本 - 里斯本機場 (LIS)
  - 波圖 - 波圖機場 (OPO)
- 瑞典
  - 斯德哥爾摩 - 阿蘭達機場 (ARN) 季節性[10]

## 非洲
- 南非
  - 開普敦 - 開普敦國際機場 (CPT) (2019年12月15日啟航)[11]
- 塞内加尔
  - 達喀爾 - 布萊斯·狄亞尼國際機場(2025年5月23日啟航)

## 已停辦航點

### 亞洲
- 中华人民共和国
  - 杭州（杭州萧山机场）
  - 西安（西安咸阳机场）
  - 成都（成都双流机场）
  -  澳門（澳門國際機場）
- 臺灣
  - 台北（台北松山機場）
- 科威特
  - 科威特市（科威特國際機場）
- - 多哈（多哈國際機場）
- 阿联酋
  - 迪拜（迪拜國際機場）

### 歐洲
- 德国
  - 杜塞爾多夫（杜塞爾多夫國際機場）
- 俄羅斯
  - 莫斯科（多莫傑多沃國際機場）

### 大洋洲
- - （機場）

### 北美洲
- 美国
  - 伯靈頓（Burlington International Airport）*
  - 芝加哥（芝加哥中途國際機場）
  - 代頓*

*截至2009年4月，帶（*）的航點交由聯航快运營運。

### 中美洲
- - 聖何塞（胡安·聖瑪麗亞國際機場）
- 薩爾瓦多
  - 聖薩爾瓦多（Cuscatlan International Airport）

### 南美洲
- 巴西
  - 貝洛奧里藏特（Tancredo Neves International Airport）
- 智利
  - 聖地亞哥（阿圖羅·梅里諾·貝尼特斯准將國際機場）
- 乌拉圭
  - 蒙得维的亚（Carrasco International Airport）[12]

## 資料來源
1. ↑  United. . 2019-01-31  [10/11/2019].
2. ↑  . Caribbean Journal. 2019-08-22  [2019-11-10]. （原始内容存档于2019-11-10） （英语）.
3. ↑  . Routesonline.   [2019-11-10]. （原始内容存档于2019-11-10） （英国英语）.
4. ↑  . www.scotsman.com.   [2019-11-10]. （原始内容存档于2020-02-06） （英语）.
5. 1 2  Mutzabaugh, Ben. . USA TODAY.   [2019-11-10]. （原始内容存档于2020-02-07） （美国英语）.
6. ↑  northjersey.com. . 2019-11-24  [2014-11-27]. （原始内容存档于2016-08-08）.
7. ↑  . Routesonline.   [2019-11-10]. （原始内容存档于2019-11-10） （英国英语）.
8. ↑  Mutzabaugh, Ben. . USA TODAY.   [2019-11-10]. （原始内容存档于2017-09-13） （美国英语）.
9. ↑  . www.limerickleader.ie.   [2019-11-10]. （原始内容存档于2019-11-10）.
10. ↑  . Routesonline.   [2019-11-10]. （原始内容存档于2019-11-10） （英国英语）.
11. ↑  Gilbertson, Dawn. . USA TODAY.   [2019-11-10]. （原始内容存档于2019-04-15） （美国英语）.
12. ↑  Smith, Patrick, "Ask the Pilot February 4, 2005 Wikiwix的存檔，存档日期2008年1月4日，," Salon